# Igreja da Misericórdia de Tavira
A Igreja da Misericórdia de Tavira, integrada no conjunto arquitetónico designado por Edifício e Igreja da Santa Casa da Misericórdia de Tavira, fica situada na cidade de Tavira, na freguesia de Tavira (Santa Maria e Santiago).
Mandada construir pela Misericórdia de Tavira, a sua construção (1541-1551), é da autoria de André Pilarte, que também participou na construção do Mosteiro dos Jerónimos, em Lisboa.
A Igreja da Misericórdia de Tavira está classificada como Imóvel de Interesse Público desde 1943.

## Descrição
A igreja, de estilo renascentista, é constituída por três naves, sem Capela-Mor; o seu teto é sustentado por oito colunas rematadas por capitéis renascentistas. A sua decoração apresenta um conjunto de painéis de azulejos azuis e brancos, do século XVIII, que mostram as 18 Obras de Misericórdia (Obras Espirituais, Obras Corporais e vida de Cristo).
A fachada principal é considerada um dos melhores testemunhos da Renascença portuguesa no Algarve. O pórtico principal, um arco de volta perfeita com ampla decoração all' antico procedente de gravados italianos, sendo encimado pela imagem de Nossa Senhora da Misericórdia; esta imagem, recolhida sob um dossel e ladeada por dois anjos esvoaçantes, encontra-se no meio das figuras de São Pedro e São Paulo, sendo visível ainda o brasão da cidade de Tavira.